# De Wetsinger
De Wetsinger is een koren- en pelmolen in het Groningse Klein Wetsinge, even ten noorden van Sauwerd.
De molen werd in 1872 gebouwd en is in 1952 van binnen geheel gemoderniseerd. Bij deze ingrijpende restauratie kreeg de molen pelstenen met onderaandrijving en verder een ingenieus transportsysteem en een stofafzuigingssysteem, alles op windkracht aangedreven. Desalniettemin raakte deze modern ingerichte molen in verval totdat de molen na een ingrijpende restauratie in 1988 weer op vrijwillige basis in bedrijf werd genomen. Hierbij kreeg de molen de naam van de voormalige molen 'Eureka' in Warffum van de toenmalige eigenaar.
De molen verkeerde vele jaren in een vervallen staat, maar op 30 oktober 2013 keerde het tij: de familie Offeringa verkocht op deze dag de molen voor het symbolische van 1 euro de aan de Molenstichting Winsum. De stichting stelde zich ten doel de molen weer geheel maalvaardig te restaureren. In oktober 2014 werd, door het strijken van de roeden en het verwijderen van het staartwerk, een begin gemaakt met de restauratie. In 2016 werd deze afgerond. Bij deze gelegenheid werd de naam veranderd in 'De Wetsinger'.
Zoals zoveel molens in de provincie Groningen is ook deze molen voorzien van het zelfzwichtingssysteem.
De molen werd in 1968 aangewezen als rijksmonument.